# Сыргабеков, Нигматулла Сыргабекович
Нигматулла Сыргабекович Сыргабеков (1900, аул № 7, Петропавловский уезд, Акмолинская область, Российская империя — 25 февраля 1938) — советский государственный деятель, председатель Верховного суда Казахской АССР (1929).

## Биография
Родился в ауле № 7 Петропавловского уезда Акмолинской области (ныне — Аккайынский район Северо-Казахстанской области).
Казах. Окончил второе трехклассное высшее начальное училище в Петропавловске. Член РКП(б) с 1921 г.
- 1921 г. — инструктор Петропавловского уездного революционного комитета,
- 1921—1923 гг. — инструктор Акмолинского губернского революционного комитета и губернского исполнительного комитета, член коллегии Акмолинского губернского трибунала, заместитель председателя Акмолинского губернского суда,
- 1923 г. — инструктор Киргизского областного комитета ВКП(б),
- 1924—1926 гг. — член президиума, председатель судебно-уголовной коллегии Казахского отделения Верховного Суда РСФСР,
- 1926—1929 гг. — председатель Семиреченского губернского суда,
- 1928—1929 гг. — член коллегии и помощник прокурора Казахской АССР,
- май — ноябрь 1929 г. — председатель Верховного суда Казахской АССР,
- 1929—1931 гг. — начальник управления народного комиссариата земледелия, заместитель наркома земледелия Казахской АССР,
- 1931 г. — заместитель председателя комитета по оседанию казахского населения при Совете народных комиссаров Казахской АССР,
- январь — март 1932 г. — нарком заготовок Казахской АССР,
- 1932—1933 гг. — председатель Восточно-Казахстанского исполкома областного совета,
- 1933—1937 гг. — нарком земледелия Казахской АССР и Казахской ССР.

Избирался членом Казахского краевого комитета ВКП(б) (1929—1936), ЦК КП(б) и его бюро Казахстана (1937), членом ВЦИК и Казахского ЦИК.
Репрессирован в 1937 г. Расстрелян 25 февраля 1938 г. Реабилитирован в феврале 1958 г.